# Réseau universitaire intégré de santé et de services sociaux
Un réseau universitaire intégré de santé et de services sociaux (RUISSS) est, au Québec, un regroupement d'établissements de soins de santé et de services sociaux autour d'une faculté universitaire de médecine. Il y existe un réseau pour chaque faculté de médecine et ceux-ci couvrent, dans leur ensemble, l'entièreté du territoire québécois. Les quatre universités ayant en leur sein une faculté de médecine se partagent donc le territoire, soit l'Université Laval, l'Université McGill, l'Université de Montréal et l'Université de Sherbrooke.
Les réseaux universitaires intégrés de santé (RUIS) sont créés en 2003. En 2017, leur concept est élargi, et on y ajoute la mention « et de services sociaux ». Le rôle des RUISSS est détaillé dans la Loi sur les services de santé et les services sociaux. Globalement, ceux-ci servent à favoriser la concertation, la complémentarité et l'intégration des soins, d'enseignement et de recherche des établissements de santé situés dans leur territoire. Le réseau de 34 établissements de la santé est organisé par le ministère de la Santé et des Services sociaux (MSSS) dans quatre réseaux universitaires intégrés de santé et de services sociaux.

## RUISSS de l'Université de Montréal
Au point de vue des services, le Réseau universitaire intégré de santé et de services sociaux de l'Université de Montréal (RUISSS de l'UdeM) comprend les établissements suivants :
- Centre intégré universitaire de santé et de services sociaux (CIUSSS) de la Mauricie-et-du-Centre-du-Québec (partagé avec le RUISSS de l'Université de Sherbrooke[4])
- Centre intégré universitaire de santé et de services sociaux (CIUSSS) de l'Est-de-l'Île-de-Montréal
- Centre intégré universitaire de santé et de services sociaux (CIUSSS) du Centre-Sud-de-l'Île-de-Montréal
- Centre intégré universitaire de santé et de services sociaux (CIUSSS) du Nord-de-l'Île-de-Montréal
- Centre intégré de santé et de services sociaux (CISSS) de Laval
- Centre intégré de santé et de services sociaux (CISSS) de Laurentides
- Centre intégré de santé et de services sociaux de (CISSS) de Lanaudière
- Centre intégré de santé et de services sociaux de (CISSS) de la Montérégie-Est (partagé avec le RUISSS de l'Université de Sherbrooke)
- Centre intégré de santé et de services sociaux de (CISSS) de la Montérégie-Centre (partagé avec le RUISSS de l'Université de Sherbrooke)
- Centre hospitalier de l'Université de Montréal  (CHUM)
- Centre hospitalier universitaire Sainte-Justine (CHU Sainte-Justine)
- Institut national de psychiatrie légale Philippe-Pinel
- Institut de cardiologie de Montréal (ICM)

## RUISSS de l'Université Laval
Au point de vue des services, le Réseau universitaire intégré de santé et de services sociaux de l'Université Laval (RUISSS UL) comprend les établissements suivants, : 
- Centre intégré universitaire de santé et de services sociaux (CIUSSS) de la Capitale-Nationale
- Centre intégré universitaire de santé et de services sociaux (CIUSSS) du Saguenay–Lac-Saint-Jean
- Centre intégré de santé et de services sociaux (CISSS) de Chaudière-Appalaches
- Centre intégré de santé et de services sociaux (CISSS) de la Côte-Nord
- Centre intégré de santé et de services sociaux (CISSS) de la Gaspésie
- Centre intégré de santé et de services sociaux (CISSS) des Îles
- Centre intégré de santé et de services sociaux (CISSS) du Bas-Saint-Laurent
- Centre hospitalier universitaire de Québec – Université Laval (CHU de Québec-ULaval)
- Institut universitaire de cardiologie et de pneumologie de Québec – Université Laval (IUCPQ-ULaval)
- Centre régional de santé et de services sociaux (CRSSS) de la Baie-James (partagé avec le RUISSS de l'Université McGill[6])

## RUISSS de l'Université de Sherbrooke
Au point de vue des services, le Réseau universitaire intégré de santé et de services de l'Université de Sherbrooke comprend les établissements suivants, : 
- Centre intégré universitaire de santé et de services sociaux (CIUSSS) de l'Estrie - Centre hospitalier universitaire de Sherbrooke
- Centre intégré de santé et de services sociaux (CISSS) de la Montérégie-Est (partagé avec le RUISSS de l'Université de Montréal)
- Centre intégré de santé et de services sociaux (CISSS) de la Montérégie-Centre (partagé avec le RUISSS de l'Université de Montréal)
- Centre intégré universitaire de santé et de services sociaux (CIUSSS) de la Mauricie-et-du-Centre-du-Québec (partagé avec le RUISSS de l'Université de Montréal[4])

## RUISSS de l'Université McGill
Au point de vue des services, le Réseau universitaire intégré de santé et de services sociaux de l'Université McGill (RUISSS McGill) comprend les établissements suivants, : 
- Centre intégré de santé et de services sociaux (CISSS) de l'Outaouais
- Centre intégré de santé et de services sociaux (CISSS) de l'Abitibi-Témiscamingue
- Centre intégré de santé et de services sociaux (CISSS) de la Montérégie-Ouest
- Centre intégré universitaire de santé et de services sociaux (CIUSSS) de l'Ouest-de-l'Île-de-Montréal
- Centre intégré universitaire de santé et de services sociaux (CIUSSS) du Centre-Ouest-de-l'Île-de-Montréal
- Centre régional de santé et de services sociaux (CRSSS) de la Baie-James (partagé avec le RUISSS de l'Université Laval[6])
- Régie régionale de la santé et des services sociaux du Nunavik
- Conseil Cri de la santé et des services sociaux de la Baie-James
- Centre universitaire de santé McGill (CUSM)